# Altair 〜キミと出逢えたこと〜
「Altair 〜キミと出逢えたこと〜」（アルタイル キミとであえたこと）は、ロックバンド・少年カミカゼが2007年7月11日にリリースした9枚目のシングルである。

## 概要
- 前作より2ヵ月でリリース。初めての（かつ全国ネット放送では唯一の）ドラマタイアップもあり、少年カミカゼのシングルとしては初のオリコンTOP30入りを果たした。このシングルまでの最高順位は前作「WINDER 〜ボクハココニイル〜」の37位であった。

## 収録曲
1. Altair 〜キミと出逢えたこと〜
CBC制作/TBS系全国ネット ドラマ30『こどもの事情』主題歌。
シングルのタイトル曲としては初のバラード（カップリングやアルバム曲では「フレイバーポケット」が初めてである）。
2番がAメロから間奏を挟んでBメロ、そしてサビへと展開する。
当初公式サイトでは間違えてCメロを試聴部分としてアップしていた（後日この曲についても修正された）。
2ndアルバム『MASTER'D』、ベスト・アルバム『BEST』共に収録された。
2. GROW
Low-CutsのSHUNとSHUYAが参加している、トランス系ポップ。
歌詞に関西弁が使われている。
3. Altair 〜キミと出逢えたこと〜 for sing
インスト。ただしコーラスは残っている。
4. Altair 〜キミと出逢えたこと〜 TV ver.
ドラマ主題歌としてのオンエアバージョン。
1番が基本的に使用されているが、その中でラップ（Aメロ）の後半部分がカットされている。またイントロに少しギターの音が入っている。

- クレジット
作詞:和教（M1、M2、M4）
作曲:和教（M1、M3、M4）、Low-Cuts＆SHONEN KAMIKAZE（M2）
編曲:CHOKKAKU（M1、M3、M4）、SHUN＆SHUYA（M2）